# Bicorp
Bicorp ist eine spanische Gemeinde mit 560 Einwohnern (Stand: 2024) in der Comarca Canal de Navarrés im Südwesten der Provinz Valencia.

## Geographie
Bicorp liegt etwa 60 Kilometer südwestlich von Valencia in einer Höhe von ca. 290 m.

## Demografie
| 1900 | 1930 | 1950 | 1970 | 1981 | 1991 | 2001 | 2011 | 2021 |
| ---- | ---- | ---- | ---- | ---- | ---- | ---- | ---- | ---- |
| 925  | 1246 | 1194 | 837  | 762  | 713  | 676  | 575  | 527  |

## Sehenswürdigkeiten

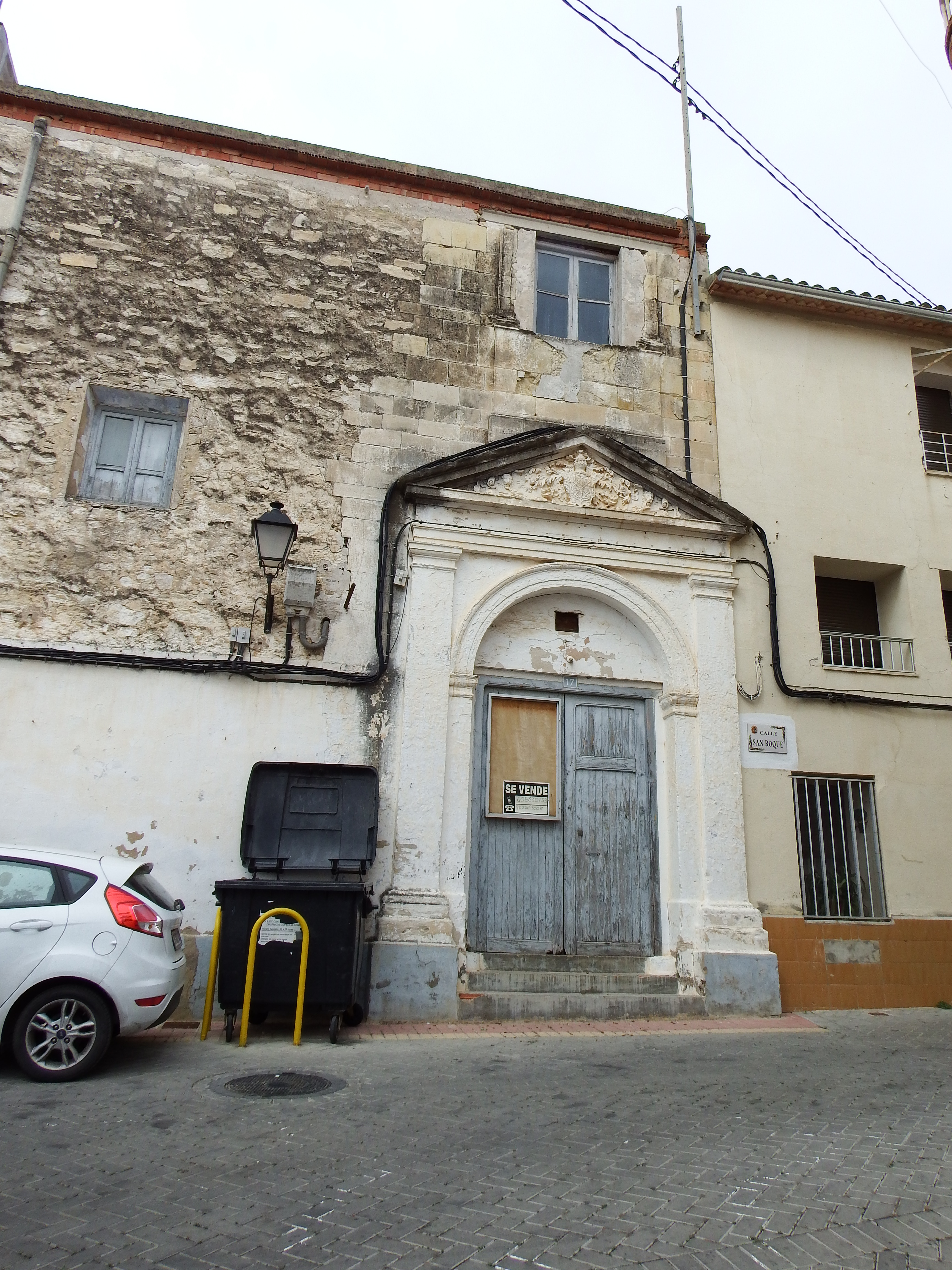
Burgruine
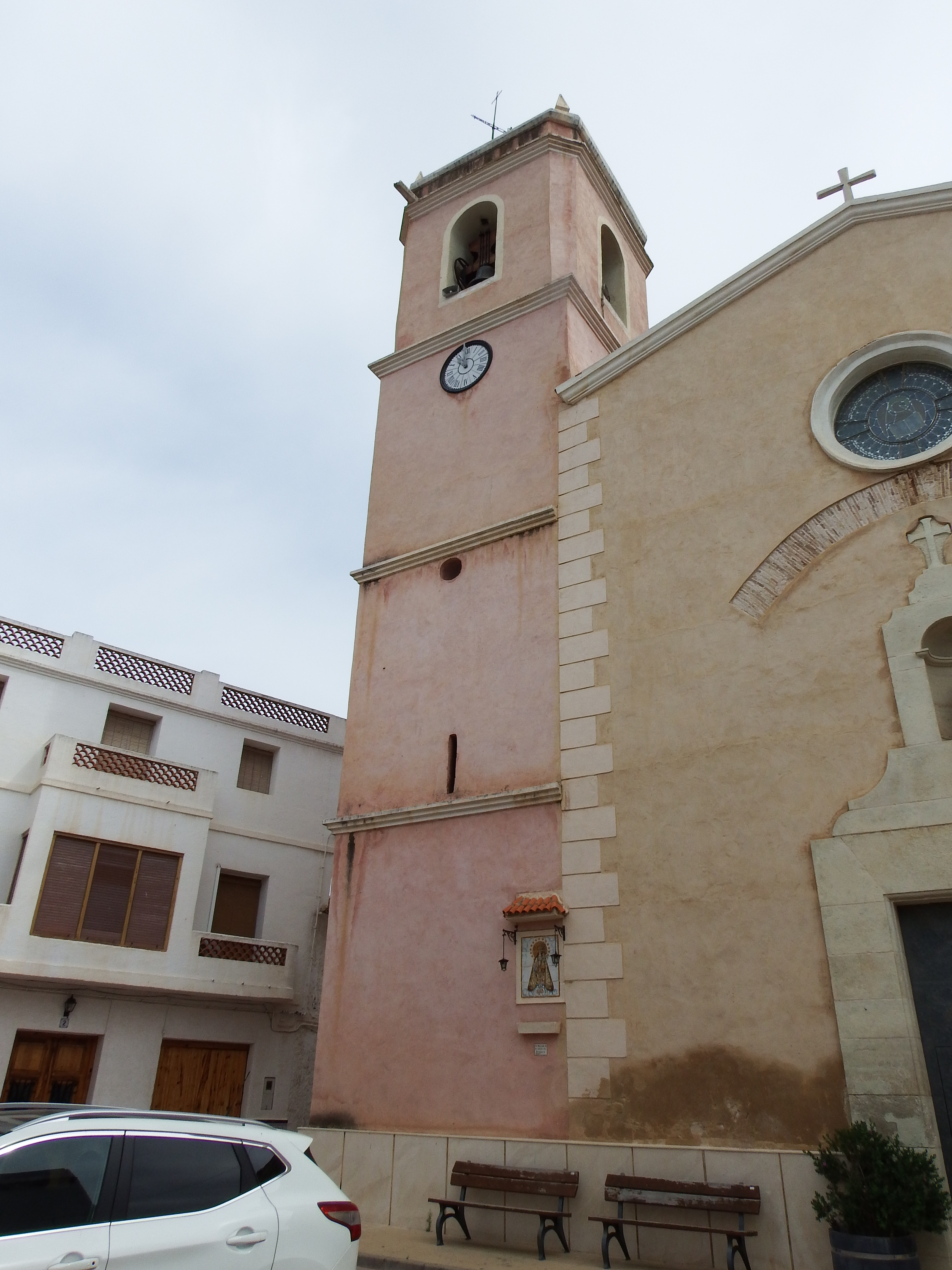
Johanniskirche (Iglesia de San Juan Evangelista)
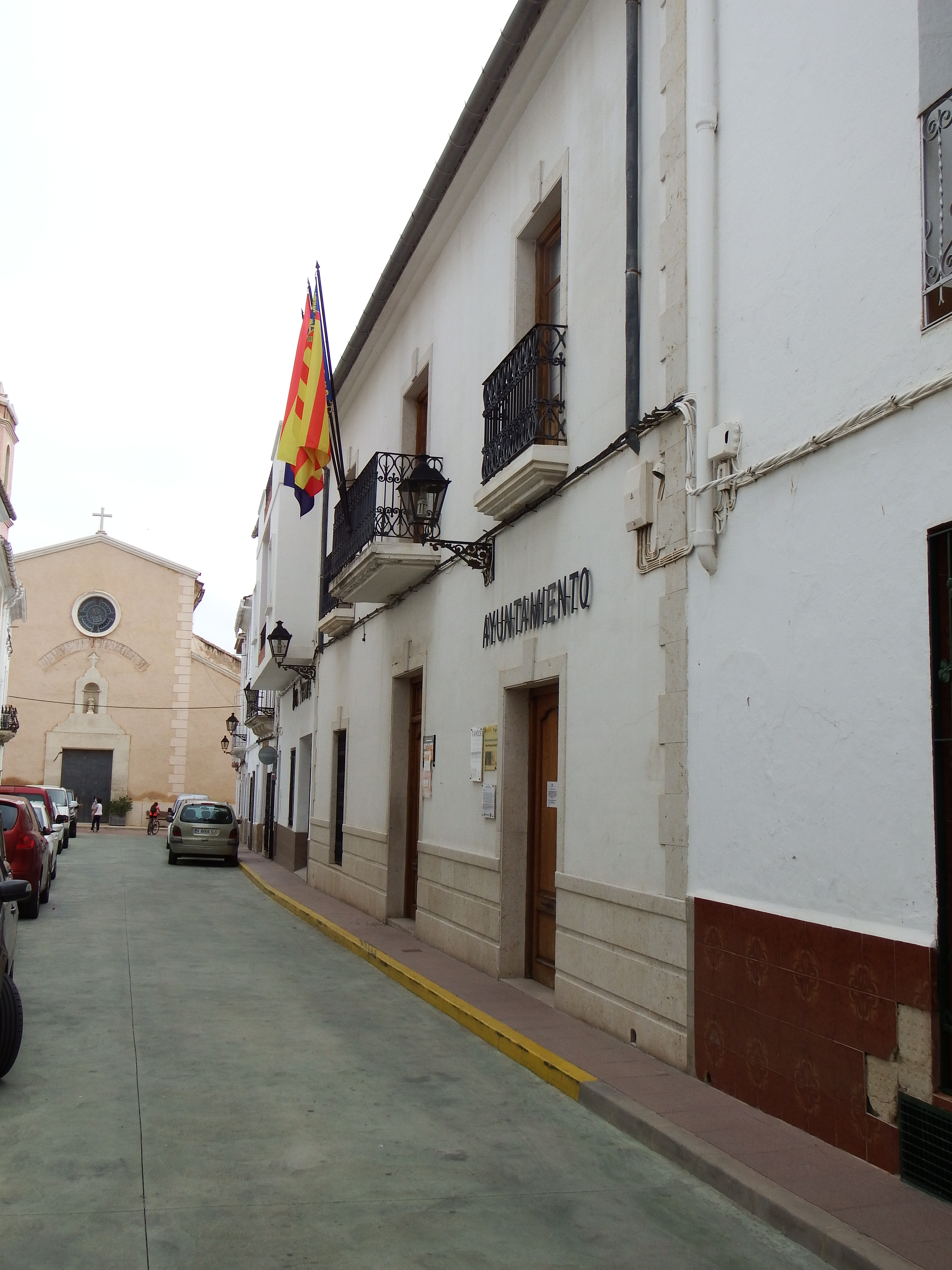
Cuevas de la Araña (Höhlen)

- Burgruine
- Johanniskirche
- Rathaus